# Séailles
Séailles település Franciaországban, Gers megyében. Lakosainak száma 68 fő (2022. január 1.). Séailles Avéron-Bergelle, Dému, Espas és Margouët-Meymes községekkel határos.

## Népesség
A település népessége az elmúlt években az alábbi módon változott:
| Lakosok száma | 84   | 62   | 72   | 59   | 59   | 49   | 45   | 57   | 63   | 68   |
|               | 1968 | 1982 | 1990 | 2006 | 2013 | 2015 | 2017 | 2019 | 2020 | 2022 |